# AirSWIFT
Fly with Friends
AirSWIFT (anciennement ITI Air) est une compagnie aérienne régionale Philippine. La société exploite un aéroport privé à El Nido, Palawan (Aéroport d'El Nido) et sert de base opérationnelle à la compagnie ainsi qu'à la compagnie El Nido Resorts.

## Histoire
Fondée en 2002 en tant qu'l'ITI Philippines, l'entreprise avait loué trois Dornier 228 avion. Ils étaient tous retirés début 2013 et remplacés par les ATR 42. Ayala Capital Corporation a acquis la propriété d'ITI en 2012. En octobre 2015, ITI a été rebaptisé AirSWIFT. Actuellement, AirSWIFT a des vols quotidiens à partir de El Nido vers Manille et Cebu.

## Flotte

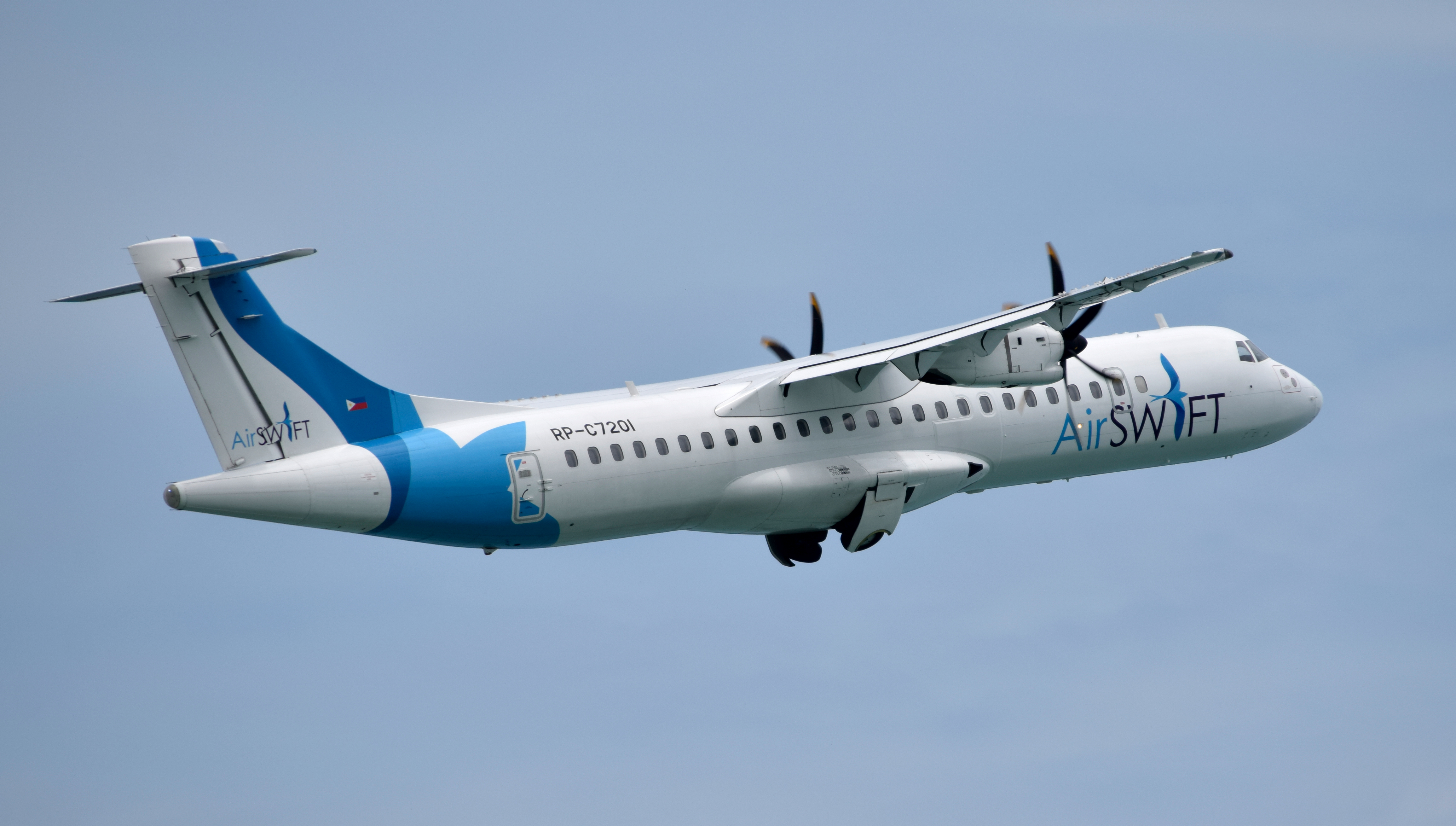
Un ATR 72-600 d'AirSWIFT (2019)

En août 2017, la flotte d'AirSWIFT comprend les appareils suivants :
| Appareil   | Total | En commande | Notes |
| ---------- | ----- | ----------- | ----- |
| ATR 42-600 | 3     | 1           |       |
| Total      | 3     | 1           |       |